# 常泉寺 (魚津市)
常泉寺（じょうせんじ）は、富山県魚津市上村木に所在する曹洞宗の寺院。巖谷山。

## 概要
戦国時代の享禄2年（1529年）に松倉城主椎名氏の居寺として大熊の巖谷にて開創。椎名康胤の妻である賀雲慈慶の親家である江上氏の庇護の下に創建されたとされる。
その後永禄12年（1569年）ごろに上杉謙信の攻撃を受けて椎名氏が没落したため、天正4年（1576年）に東城村に移った。
慶長20年（1615年）7月16日、魚津城代青山長正からの寺領奇進を得て、東城村から魚津城下の真成寺町に移転した。寛永16年（1639年）3月28日には、江湖会執行に際し、加賀藩主前田利常から寺地、地子米を寄進されるなど、加賀藩主前田氏からの庇護を受けることになった。
以降、昭和中期まで魚津町を代表する寺院だったが、昭和31年（1956年）の魚津大火により山門を焼失。さらに大火後の区画整理により、現在地に移転した。

## その他
永禄7年（1564年）8月23日には、椎名康胤が妻の賀雲慈慶の菩提を弔うため、賀積手作分の内30俵の地所を常泉寺に寄進している。
天正4年(1576年)、椎名康胤の子椎名康次が松倉城下の常泉寺 (魚津市)に入り、松室文寿と称したといわれる。